# Alt-Tegel (stacja metra)
Alt-Tegel – stacja początkowa metra w Berlinie na linii U6. Stacja została otwarta w 1958. Znajduje się w dzielnicy Tegel, w okręgu administracyjnym Reinickendorf, dokładnie pod skrzyżowaniem Alt-Tegel/Karolinen-/Bernstoff-/Gorkistraße.

## Opis stacji
Stacja została zaprojektowana przez Bruna Grimmeka. Jej wygląd jest prosty i skromny. Ściany wyłożone są niebieskimi płytkami ceramicznymi. Na wyasfaltowanym, 110-metrowym peronie, stoją kolumny wyłożone małymi kamykami mozaikowymi, w kolorze piaskowym. dwa przedsionki, znajdujące się pomiędzy poziomem peronów a poziomem ulicy, prowadzące w kierunku północnym i południowym, służą rozdzieleniu potoku pasażerów na sześć wyjść. W październiku 2006 roku uruchomiono windę prowadzącą na peron. 
Aby móc utrzymać wysoką częstotliwość pociągów, za stacją znajduje się 4-torowa hala manewrowa, służąca zawracaniu pociągów.